# Lycus rubescens
Lycus rubescens es una especie de escarabajo de alas de red perteneciente a la familia Lycidae. Lycus rubescens es parte del género Lycus y de la familia de los escarabajos de alas rojas, de donde procede su nombre rubescens, o "rojizo". Se encuentran distribuidos en América del Norte, especialmente bien descritos en Arizona.

## Descripción
El escarabajo es de cabeza y antenas negras y dentadas con la tercera articulación de la antena más larga que la cuarta. El prototórax es rojizo a anaranjado con un pubescencia relativamente densa. Los élitros son costados rojizos y reticulados, con intervalos alternos ligeramente más prominentes que los demás. El cuerpo por debajo es rojizo, excepto el metasterno que es más o menos oscuro y el abdomen que también es a veces débilmente oscuro. Los fémures son más o menos negruzcos. La tibia y los tarsos son negros. Miden de 12 a 13 milímetros (0,5 a 0,5 plg). El macho tiene articulaciones antenales más alargadas y aserradas que las hembras. El penúltimo segmento tiene una incisión triangular en el medio, con los ángulos de la incisión redondeados. Las hembras tienen antenas ligeramente dentadas con articulaciones más cortas que en el macho. El último segmento ventral está lobulado en el medio y el lóbulo tiene una incisión triangular en el medio.